# À la recherche du paradis perdu
Pour les articles homonymes, voir Paradis perdu.
Pour plus de détails, voir Fiche technique et Distribution.
À la recherche du paradis perdu (ou Vivre nu) est un documentaire français réalisé par Robert Salis, sorti le 1er juillet 1998 puis en 2005 en DVD, rediffusé le 15 mai 2005.

## Thème
Les naturistes nous parlent de cette liberté naturelle de vivre nu, de ce corps libre, rendu à l'innocence. Des enfants aux seniors, ils nous font partager leur art de vivre. Il s'agit d'une longue immersion dans le monde des naturistes d'aujourd'hui, en camping en plein air et marina littorale.
Film documentaire de référence pour le naturisme, tourné à partir de 1993, sorti en 1998 et diffusé plusieurs fois sur le petit écran, ce film propose une succession de reportages sur différents lieux naturistes en France et en Allemagne. Différentes personnalités sont interviewées, notamment le psychologue français Marc-Alain Descamps et Christiane Lecocq.

## Fiche technique
- Titre : À la recherche du paradis perdu
- Réalisateur : Robert Salis
- Scénario : Gilbert Lauzun et Robert Salis
- Société de production : Eden Films
- Photographie : François About
- Montage : Michèle Hollander
- Musique : René Aubry
- Distributeur d'origine : Mars Films (Paris) et Visual Factory (monde)
- Son : Louise de Champfleury, Claude Hivernon et Éric Tisserand
- Assistant-réalisateur : Francis Dumontel et Jean-Pierre Richard
- Pays :  France
- Langue : français
- Durée : 100 minutes
- Date de la 1re diffusion : 1993

## Bonus DVD
Le DVD édité en 2005 présente la version longue inédite du film À la recherche du paradis perdu. Les bonus sont les suivants :
- Retour aux sources (2004, 70 min) : état des lieux du naturisme par Robert Salis 12 ans après son film : il retourne rencontrer des participants du film À la recherche du paradis perdu dont certains sont devenus adultes, et rencontre de nouveaux naturistes.
- Naturisme aux portes de Paris (15 min) : à la découverte des résidents du village d'Héliomonde.
- Galerie photos
- Bandes-annonces de Robert Salis
- Livret contenant les adresses complètes de 39 villages naturistes adhérents à France Espaces Naturistes
- Notes de Robert Salis